# Philippe Gautier (écrivain)
Pour les articles homonymes, voir Philippe Gautier et Gautier.
Philippe Gautier est un écrivain et essayiste français, né le 22 juillet 1934.

## Biographie
Il est l'auteur du La Toussaint Blanche, roman évoquant le risque d'une guerre civile liée à l'immigration.

## Œuvres
Romans
- La Toussaint blanche, éditions La Pensée universelle, 1981
- Une nuit blanche à Honfleur, éditions Les Cinq Léopards, 1989
- La Vengeance, éditions Au flambeau, 1992

Essais
- Le Racisme anti-allemand, Dualpha, 2002  (ISBN 2-913044-45-X)
- La Germanophobie, L'Æncre, 1997  (ISBN 2-911202-20-1)

## Prix
- Prix des intellectuels indépendants 1982.